# Узловой зоб
Узловой зоб — собирательное клиническое понятие, объединяющее все обособленные образования в щитовидной железе, отличающиеся морфологическими характеристиками от остальной ткани. Под термином «узел» в клинической практике понимают новообразование в щитовидной железе любого размера, которое может иметь капсулу и определяется пальпато́рно или при помощи методов визуального исследования. В настоящее время выделяются:
эндемический узловой зоб (вызван недостатком йода);
солитарный узловой зоб (единственный узел);
многоузловой зоб (большое количество узлов);
конгломератный узловой зоб (узлы связаны между собой. Узлы щитовидной железы обнаруживают у 4 % населения США, при этом выявление рака щитовидной железы достигает 40:1 000 000 в год, а смертность — 6:1 000 000 в год..
По данным аутопсии и ультрасонографии до 50 % населения земного шара имеют узлы щитовидной железы. Доброкачественные новообразования встречаются в 6—8 раз чаще среди женщин, а злокачественные (от 5 до 10 % всех случаев узлового зоба) — обнаруживаются одинаково часто, независимо от половой принадлежности.

## Этиология
Патогенез
При опухолях щитовидной железы происходит активная пролиферация пула опухолевых клеток, постепенно формирующих узел. Фолликулярная аденома является доброкачественной опухолью из фолликулярного эпителия, чаще происходит из А-клеток. Среди фолликулярных аденом выделяют трабекулярную (эмбриональную), микрофолликулярную (фетальную), макрофолликулярную (простую). Реже аденома происходит из В-клеток (онкоцитома). Патологическое значение фолликулярной аденомы при достижении больших размеров ограничивается потенциальной возможностью развития компрессионного синдрома. Она не может подвергаться злокачественному перерождению, но тем не менее показания к оперативному лечению определяются сложностью дифференциальной диагностики с высокодифференцированным раком щитовидной железы.

## Клиническая картина
Большинство узлов более 1 см в диаметре обычно определяются пальпаторно или видны на глаз. Узлы могут быть плотными, а узлы больших размеров иногда мешают при глотании, сдавливаются одеждой, могут быть спаяны с окружающими тканями, либо сдавливать окружающие внутренние о́рганы. Обычно функция щитовидной железы не нарушена, хотя встречаются отклонения в сторону гипо- или гипертиреоза. Боль обычно связана с быстрым увеличением узла, воспалительным процессом или кровоизлиянием.

### Солитарный узел щитовидной железы
Солитарные узлы, как правило, чаще бывают злокачественными, чем множественные.

### Многоузловой зоб
Заболевание чаще развивается у женщин в возрасте 50—60 лет, длительно
проживающих в условиях природного дефицита йода и страдающих многоузловым
эутиреоидным зобом. Причины возникновения заболевания полностью
не изучены.
Клиническая симптоматика при многоузловом токсическом зобе аналогична
симптоматике вышеизложенных заболеваний, протекающих с синдромом
тиреотоксикоза. Отсутствуют офтальмопатия и претибиальная микседема.
При физикальном исследовании определяется несколько узлов, как правило,
округлой формы, образующих единый конгломерат или не связанных
между собой, с гладкой поверхностью, четкими контурами, смещаемых при
глотании с щитовидной железой.
Ультразвуковая картина соответствует данным физикального исследования.
Иногда при помощи УЗИ выявляются дополнительные непальпируе-
мые узлы. Контуры узлов четкие, структура однородная, эхогенность, как
правило, выше по сравнению с экстранодулярной тканью щитовидной железы.
На основании радионуклидного сканирования выделяют три формы
многоузлового поражения щитовидной железы, протекающих с синдромом
тиреотоксикоза: многоузловой зоб с гиперфункционирующими узлами и
нефункционирующей экстранодулярной паренхимой (60—80 %); многоузловой
зоб с нефункционирующими узлами и гиперфункционирующей экстранодулярной
паренхимой (10—20 %); многоузловой зоб, при котором одновременно
гиперфункционируют и узлы, и экстранодулярная паренхима
(3-5 %).
Для исключения рака щитовидной железы необходимо производить тонкоигольную
аспирационную биопсию и цитологическое исследование.
С этой целью пунктируют каждый узел и экстранодулярную паренхиму обеих
долей щитовидной железы.

## Диагностика

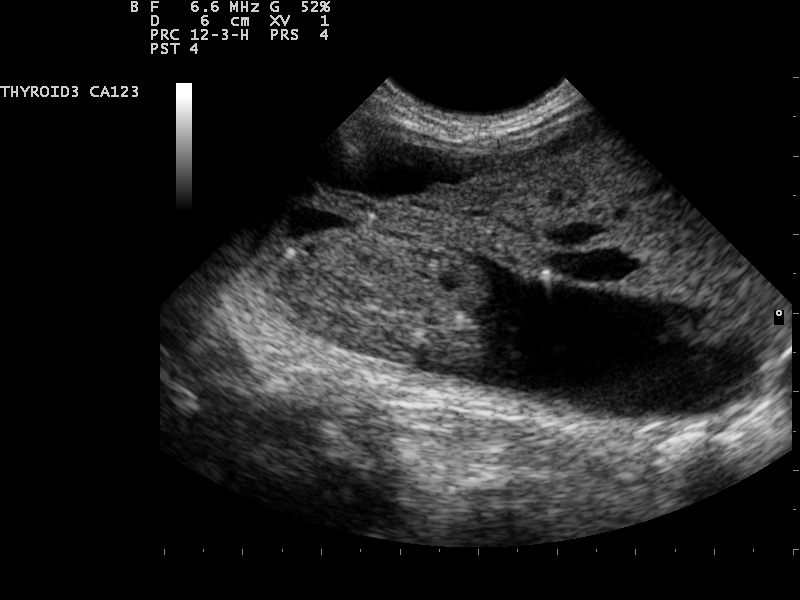
Эхоскопия щитовидной железы: образование, содержащее коллоид.

Обычно пальпаторно выявляются узлы, размеры которых превышают 1 см. С помощью датчика (частота 7,5 МГц) проводится эхоскопия (ультразвуковое исследование щитовидной железы). Метод существенно расширяет возможности практикующих врачей на этапе диагностического поиска — позволяет не только выявить дополнительное образование в щитовидной железе, но и установить основные признаки узла: характер роста, наличие капсулы, кальцинатов, фиброза, жидкости или коллоида внутри узла.

### Первый уровень (поликлиника)
В случае пальпаторного выявления узла щитовидной железы, назначается дополнительное обследование: УЗИ ЩЖ и лимфатических узлов шеи, лабораторное определение уровня ТТГ, Т4, Т3 в сыворотке крови радиоизотопным или методом иммуноферментного анализа. При солитарном узле или многоузловом зобе с одним растущим узлом показано определение уровня ТТГ в сыворотке крови и тонкоигольная аспирационная пункционная биопсия узла с последующим цитологическим исследованием.

### Второй уровень (квалифицированная помощь)
Следующий этап диагностического поиска предусматривает осуществление ТАПБ (тонкоигольной аспирационной пункционной биопсии) под контролем УЗИ и цитологическое исследование полученного пунктата. При наличии зоба гигантских размеров и/или в случае его загрудинной локализации выполняют рентгенологическое исследование загрудинного пространства с контрастированием пищевода барием.

### Третий уровень (специализированная помощь)
На уровне специализированного медицинского учреждения в случаях сомнительного результата цитологического заключения необходима консультация опытного патоморфолога (цитолога), повторная ТАПБ с проведением цитологичного и иммуноцитохимического исследования. На конечном этапе диагностического поиска решается вопрос необходимости оперативного вмешательства или возможность проведения консервативной терапии на фоне динамического наблюдения пациента. В сомнительных случаях во время оперативного вмешательства проводится интраоперационное экспресс гистологическое исследование (ЭГИ) — по результатам которого эндокринолог-хирург непосредственно определяет объём оперативного вмешательства.

#### Изотопные методы исследования щитовидной железы

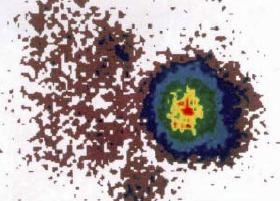
«Горячий» узел щитовидной железы.

Сцинтиграфия позволяет определить способность узла накапливать радиофарм препарат («горячий» узел) или отсутствие таковой («холодный» узел).

## Лечебная тактика
Злокачественные новообразования удаляют, при доброкачественных можно ограничиться диспансерным наблюдением.

## Прогноз
При доброкачественных новообразованиях (кроме случаев токсической аденомы щитовидной железы) — благоприятный.
В случае токсической аденомы прогноз определяется выраженностью (степенью тяжести) тиреотоксикоза.
При злокачественных новообразованиях тяжесть прогноза во многом определяется характером выявленного узла и стадией процесса, а также возможностями лечебного учреждения (оборудование, наличие радиофармпрепаратов, опыта и квалификации персонала).